# باريس غري
باريس غري (بالإنجليزية: Paris Grey)‏ هي مغنية أمريكية، ولدت في 5 نوفمبر 1965 في غلنكويي في الولايات المتحدة.

## روابط خارجية
- باريس غري على موقع IMDb (الإنجليزية)
- باريس غري على موقع ميوزك برينز (الإنجليزية)
- باريس غري على موقع ميوزك برينز (الإنجليزية)
- باريس غري على موقع ديسكوغز (الإنجليزية)